# Berthold Beitz

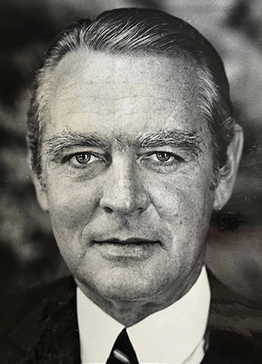
Berthold Beitz (1986)

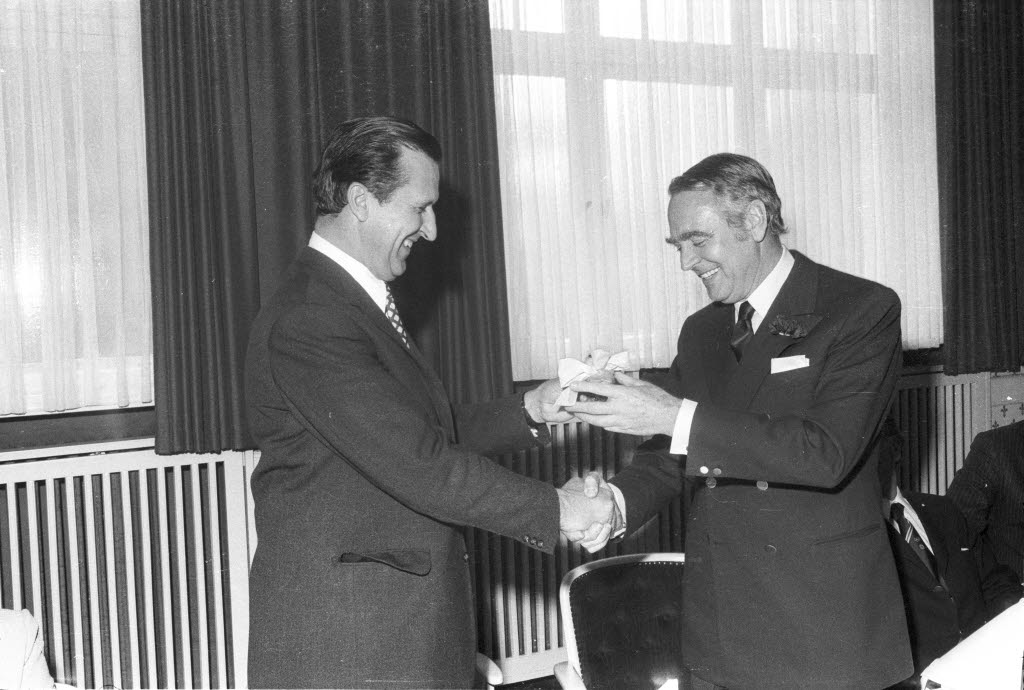
Berthold Beitz (rechts) (1972)

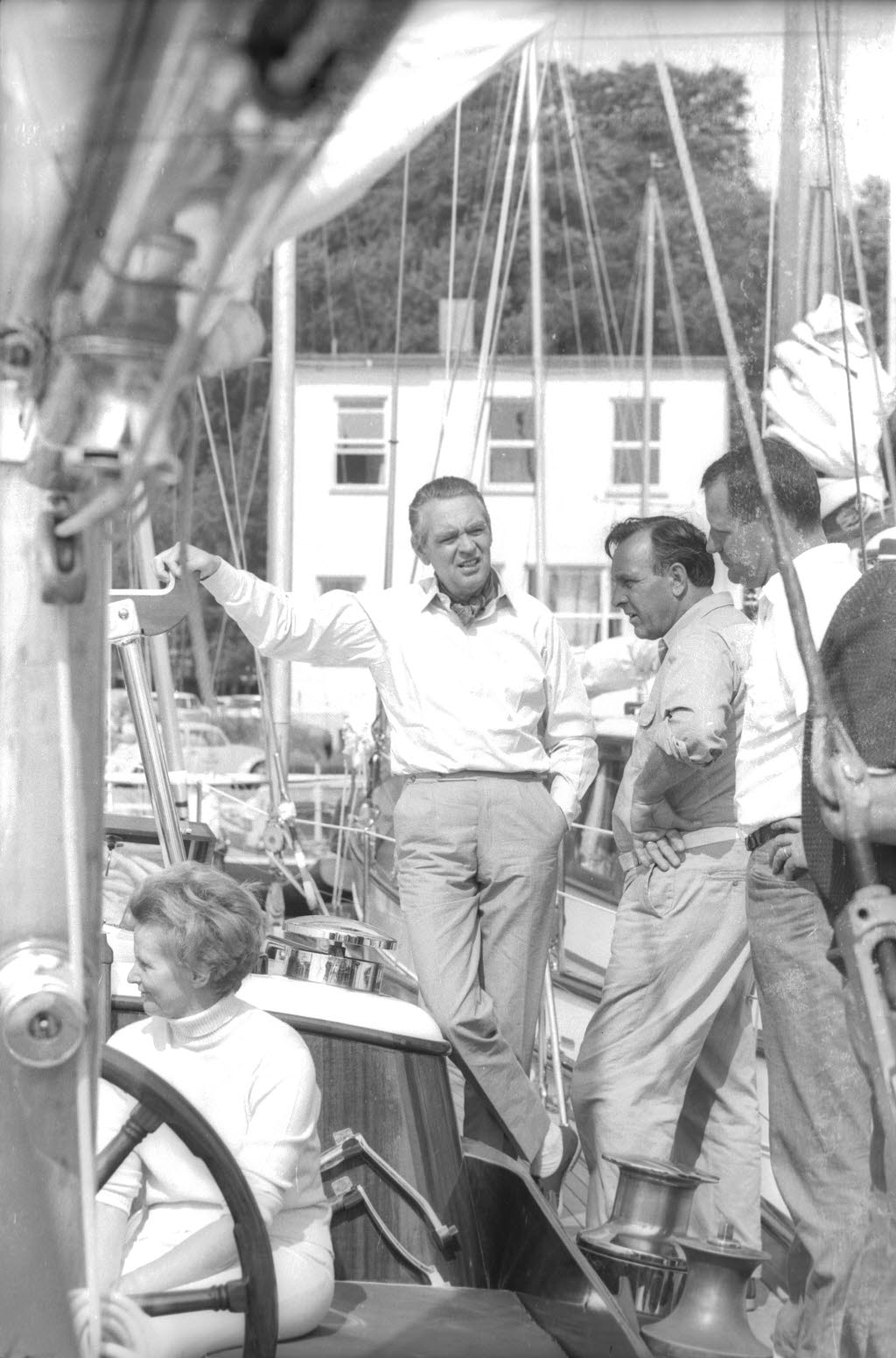
Berthold Beitz (stehend, links) an Bord der Krupp-Yacht Germania VI 1969 in Kiel

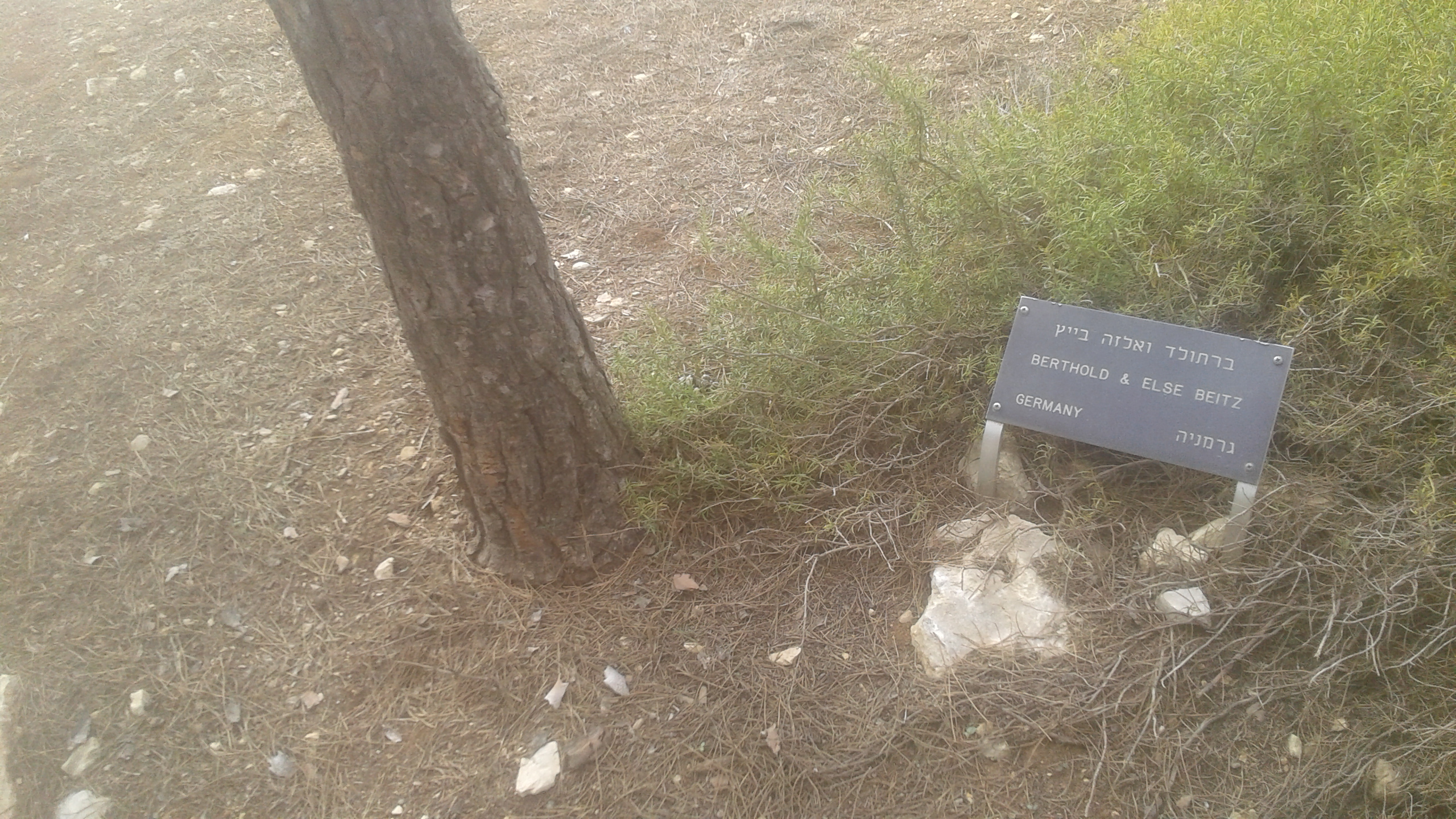
Berthold und Else Beitz „Gerechte unter den Völkern“ Baum in der israelischen Gedenkstätte Yad Vashem

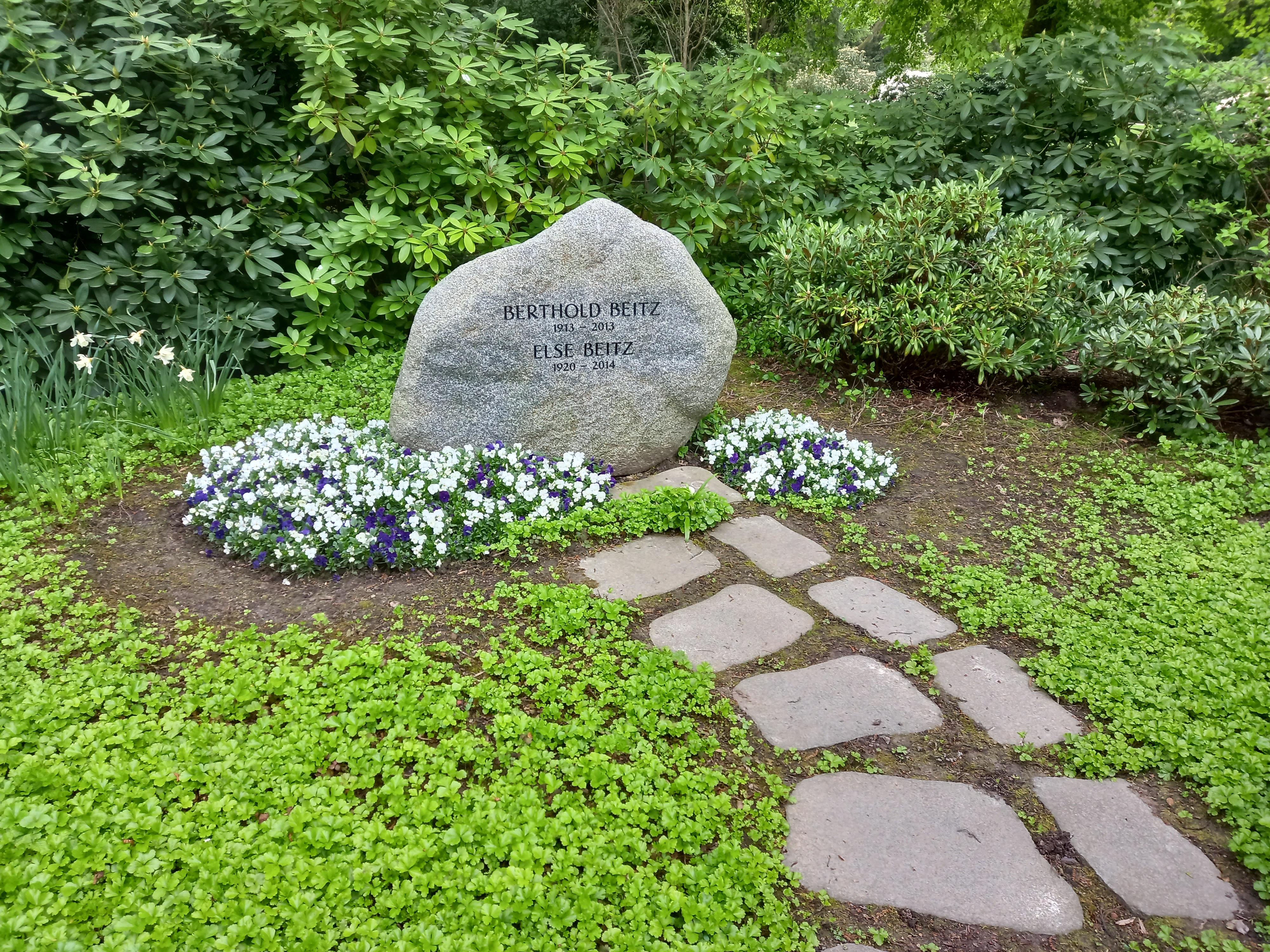
Das Grab von Berthold Beitz und seiner Ehefrau Else geborene Hochheim auf dem Friedhof Bredeney in Essen

Berthold Beitz (* 26. September 1913 in Zemmin, heute ein Ortsteil von Bentzin; † 30. Juli 2013 in Kampen auf Sylt) war ein deutscher Manager. Er war Generalbevollmächtigter von Alfried Krupp von Bohlen und Halbach und einflussreicher Industrieller in der Montanindustrie des Ruhrgebiets.
Während des Zweiten Weltkriegs rettete er im deutsch besetzten Generalgouvernement mehreren hundert jüdischen Zwangsarbeitern das Leben, indem er sie als unentbehrlich für die Erdölindustrie einstufte und in den von ihm verwalteten Fabriken beschäftigte. Dafür wurde er 1973 vom Staat Israel zum Gerechten unter den Völkern erklärt. Nach Kriegsende lernte er Alfried Krupp kennen und bei seiner Geburtstagsfeier am 26. September 1952 wurde Beitz per Handschlag von Alfried Krupp zum Generalbevollmächtigten seiner Firma gemacht. Gemeinsam mit ihm baute er den Krupp-Konzern wieder auf. Alfried Krupp brachte sein Vermögen, insbesondere die Firma Krupp, testamentarisch in eine gemeinnützige, nach ihm benannte Stiftung ein. Beitz hatte an diesem Weg erheblichen Anteil und wurde 1968 Vorsitzender von Vorstand und Kuratorium der Alfried Krupp von Bohlen und Halbach-Stiftung. In dieser Funktion hat er den Strukturwandel im Ruhrgebiet und den Umbau zu einer Wissenschafts- und Kulturregion wesentlich mitgeprägt.
Beitz war von 1972 bis 1988 Mitglied des Internationalen Olympischen Komitees (IOC) und zwischen 1984 und 1988 dessen Vizepräsident.

## Leben

### Herkunft und Kindheit
Berthold Beitz kam in Zemmin, einem Ortsteil der Gemeinde Bentzin im damaligen Landkreis Demmin in Vorpommern, als Sohn von Erdmann Beitz (* 1888) und Erna Beitz (* 1892) zur Welt. Seine Mutter war die Tochter des Gutsverwalters Karl Stuth, der sich um die Besitzungen der Familie von Sobeck in Zemmin kümmerte. Der Vater diente zu dieser Zeit als Wachtmeister im 2. Pommerschen Ulanen-Regiment Nr. 9 und spielte im Regimentsorchester Trompete. Im Oktober 1913 wurde diese Einheit als nunmehr 4. Eskadron dem Jäger-Regiment zu Pferde Nr. 10 unterstellt und nach Angerburg verlegt. Dort wohnten die Eltern, bis mit Beginn des Ersten Weltkriegs Erdmann Beitz als Melde- und Verbindungsreiter der 224. Infanterie-Division an wechselnden Kriegsschauplätzen der Ost- und Westfront eingesetzt wurde. Erna Beitz kehrte daraufhin 1914 mit ihrem Sohn in das elterliche Gutshaus zurück, und so wuchs Berthold, gemeinsam mit seinen nur wenig älteren Onkeln, bei der Mutter und der Großmutter auf.
Als der Vater dann im November 1918 zurückkehrte und aufgrund der Demobilisierung nicht in der Armee verbleiben konnte, fand er in Demmin eine Anstellung im dortigen Finanzamt. So zog die Familie, zu der mittlerweile auch die 1916 geborene Schwester Brunhild gehörte, in die Handelsstadt an der Peene, in der Beitz die Grundschule und die erste Klasse der weiterführenden Schule besuchte.

### Jugend und Ausbildung
1925 erfolgte die Versetzung des Vaters in die Filiale der Reichsbank in Greifswald, und die Familie bezog dort eine Dienstwohnung. Dort wurde Beitz als einer der ersten Jungen in das soeben für die Koedukation freigegebene Lyzeum Kaiserin-Auguste-Viktoria aufgenommen. Auf dieser Schule, die 1947 dem Friedrich-Ludwig-Jahn-Gymnasium angeschlossen wurde, lernte er Karl-Heinz Bendt kennen. Dieser rettete Beitz im Winter 1942 aus einer sehr prekären Lage: Beitz war denunziert worden, Polen „zu gut“ behandelt und Juden zur Ausreise aus dem deutschen Herrschaftsgebiet verholfen zu haben; Bendt vernichtete eine beim SD-Leitabschnitt eingegangene Anzeige, die diese Vorwürfe enthielt, im Beisein von Beitz.
Beitz war in diesen Jahren ein begeisterter Sportler, der sich vor allem dem Segeln und dem Rudern widmete. Seine schulischen Leistungen waren meist nur genügend und er musste die Obersekunda wiederholen. Nach dem 1934 erfolgreich abgelegten Abitur hätte er gerne Medizin studiert, doch wegen der finanziellen Lage der Familie nach den Lohnkürzungen im Zuge der Weltwirtschaftskrise war dies nicht möglich. Aufgrund der guten Kontakte des Vaters erhielt Berthold einen Ausbildungsplatz zum Bankkaufmann bei der Pommerschen Volksbank im nahen Stralsund. Während seiner zweijährigen Lehrzeit wohnte er als Untermieter einer älteren Witwe eine Zeitlang mit dem Architekten Ferdinand Streb zusammen.
Im Anschluss an die Ausbildung erfolgte zunächst eine Versetzung zur Filiale nach Stettin, bevor er binnen eines Jahres zum stellvertretenden Filialleiter der Pommerschen Bank in Demmin befördert wurde. Doch die dörfliche Enge und die Aussicht auf ein betuliches Leben als Bankkaufmann missfielen ihm. So bewarb er sich bei der Deutsch-Asiatischen Bank, und nur aus Rücksichtnahme seiner Mutter gegenüber trat er die Stelle in Tientsin doch nicht an. Stattdessen ging er im Mai 1938 nach Hamburg zur Rhenania-Ossag, einem Tochterunternehmen der Royal Dutch Shell.
Zwischen 1937 und 1939 nahm Beitz an mehreren Wehrübungen der 1935 aufgestellten Wehrmacht teil, obwohl er wegen seines Alters von der Wehrpflicht freigestellt war. Ob die freiwillige Teilnahme an den vergleichsweise leichten Übungswochen auf Drängen des Vaters geschah oder, um „von allen anderen Organisationen freigestellt“ zu werden, ist nicht klar, doch im Frühjahr 1939 stand er im Rang eines Feldwebels der Reserve und hatte sich um einen Offiziersrang beworben.

### Die ersten Kriegsjahre
Im April 1939 wechselte Beitz als kaufmännischer Angestellter in die Revisionsabteilung der Rhenania-Ossag-Konzernzentrale und lernte dort seine spätere Frau Else kennen, die als Sachbearbeiterin für Öltransporte arbeitete.
Bei Kriegsbeginn entging er der Mobilmachung, weil sein Regiment über keine freie Offiziersstelle verfügte. Stattdessen schlugen seine Vorgesetzten ihn dem Oberkommando des Heeres als Vertreter der Rhenania-Ossag für den Einsatz in den ostgalizischen Erdölfeldern vor, die im neu gebildeten Generalgouvernement mit der Erschließung und Ausbeutung der dortigen Ölvorkommen betraut war. So ging Beitz nach Beendigung des Überfalls auf Polen in die südpolnische Kleinstadt Jasło. Nunmehr als unabkömmlich von der Wehrmacht freigestellt, wurde er zu einem Fachmann für den kaufmännischen Bereich der kriegswichtigen Erdölförderung.
Im Frühjahr 1940 erfolgte die Versetzung in das benachbarte Krosno. Als leitender Angestellter für Buchführung und Versand war Beitz dort für die Beskiden-Erdöl-Gewinnungs-GmbH, ebenfalls ein Tochterunternehmen der Rhenania-Ossag, tätig. Nach der Geburt der Tochter Barbara Ingrid folgte ihm seine Frau Else – die beiden hatten im Dezember 1939 geheiratet – in das besetzte Polen und fand dort eine Anstellung als Sekretärin.

### Die Zeit in Boryslaw

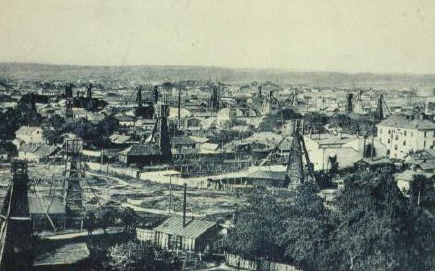
Boryslaw um 1920

Nach dem deutschen Überfall auf die Sowjetunion wurde Berthold Beitz im Juli 1941 zum kaufmännischen Leiter der Karpathen-Öl AG in Boryslaw berufen, die den jetzt ebenfalls besetzten, bisher sowjetischen Teil des Erdölreviers ausbeutete.
Schätzungen zufolge waren vor der Besetzung Polens etwa zehn Prozent der Bevölkerung des Landes Juden gewesen; in Galizien, dem Zentrum des jüdischen Siedlungsgebietes in Europa, lag ihr Anteil bei bis zu dreißig Prozent. Sie lebten im Schtetl in oft einfachen Verhältnissen und verdienten ihren Lebensunterhalt als Kaufleute, Handwerker und vor allem auch als Arbeiter in der Ölindustrie – so auch in Boryslaw, wo Beitz als Betriebsleiter der Karpathen-Öl einen gewissen Handlungsspielraum in Bezug auf die Versorgung, Unterbringung und die Sicherheit seiner Arbeitnehmer hatte, von denen etwa zwanzig Prozent jüdisch waren. Zu seinen ersten Entscheidungen gehörte der Aufbau des Firmenlagers Mraschnitzka.
Zwischen 1941 und 1944 bewahrte er viele Juden vor den Vernichtungslagern, indem er sie als unabkömmlich für die Produktion seines kriegswichtigen Unternehmens reklamierte (siehe Blauschein). Zu seinen Mitarbeiterinnen gehörte Hilde Berger, die später die Sekretärin von Oskar Schindler im KZ Plaszow war. Bei der Übernahme der Erdölförderung durch die deutsche Betriebsleitung wurden die jüdischen Beschäftigten zunächst trotz anderslautender Weisung des SS-Wirtschafts- und Verwaltungshauptamtes weiterbeschäftigt.
Schließlich wurde Beitz im März 1944 doch noch zur kämpfenden Truppe eingezogen. Viele der bis zu diesem Zeitpunkt von ihm beschützten Juden flohen daraufhin in die umliegenden Wälder und konnten auf diese Weise die Zeit bis zum Kriegsende in Galizien überleben. Das Zwangsarbeitslager der Karpathen-Öl AG wurde am 22. Juli 1944 aus Angst vor den heranrückenden sowjetischen Truppen aufgelöst, die noch verbliebenen Häftlinge wurden in die Konzentrationslager Auschwitz und Mauthausen deportiert. Beitz wurde 1973 unter die Gerechten unter den Völkern aufgenommen, seine Frau Else im Jahr 2006.

### Nach Kriegsende
Auch aufgrund seiner Haltung während des Weltkrieges wurde er im August 1946, nach der Flucht aus der sowjetischen Kriegsgefangenschaft, durch die britische Besatzung zum Vizepräsidenten des Zonenamtes des Reichsaufsichtsamtes für das Versicherungswesen in Hamburg ernannt. Von 1949 bis 1953 war er Generaldirektor der Versicherungsgesellschaft Iduna-Germania in Hamburg. In dieser Eigenschaft traf er 1952 Alfried Krupp von Bohlen und Halbach, der ihn als Generalbevollmächtigten im Krupp-Konzern einsetzte.

### Krupp-Konzern

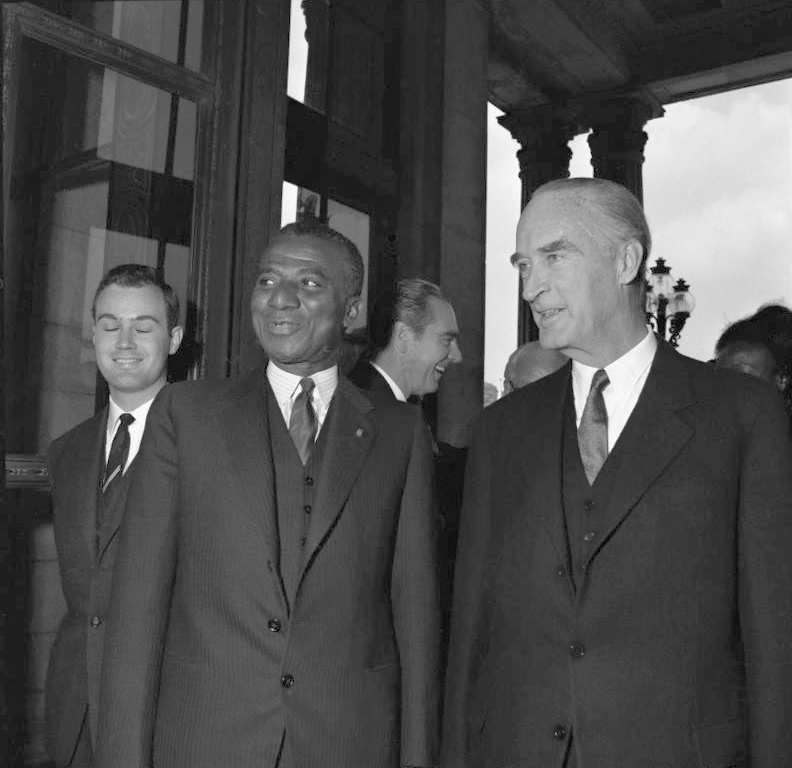
Der Staatspräsident von Togo, Sylvanus Olympio, zu Besuch im Ruhrgebiet; Besichtigung der Villa Hügel in Essen in Begleitung von Alfried Krupp von Bohlen und Halbach. Alfried Krupp (rechts); im Hintergrund mittig Berthold Beitz

Der Essener Krupp-Betrieb wurde am 1. September 1939 vom Oberkommando der Wehrmacht zum Wehrmachtsbetrieb erklärt. Alfried Krupp übernahm die Konzernleitung von seinem Vater Gustav Krupp von Bohlen und Halbach 1943. Die Produktion des Krupp-Konzerns wurde zu diesem Zeitpunkt in starkem Maße durch die kriegswirtschaftlichen Anforderungen bestimmt, die die unternehmerische Autonomie stark einschränkten.
Alfried Krupp wurde unmittelbar nach dem Krieg von US-Truppen verhaftet und interniert. Drei Jahre später wurde er von den Alliierten als Kriegsverbrecher schuldig gesprochen. Neben der Beschlagnahmung seines Vermögens wurde er zu zwölf Jahren Haft im Kriegsverbrechergefängnis Landsberg verurteilt. Auf der Grundlage eines Gutachtens amerikanischer Sachverständiger wurde Alfried Krupp am 31. Januar 1951 begnadigt. Aufgrund des 1953 geschlossenen Mehlemer Vertrages wurde ihm sein gesamtes Vermögen unter der Auflage einer strikten Entflechtung zurückgegeben. Im März 1953 konnte Krupp von Bohlen und Halbach wieder die Leitung des Unternehmens übernehmen, dessen Essener Produktionsstätten zu diesem Zeitpunkt größtenteils zerstört oder demontiert waren.
Bereits im Sommer 1952 trafen sich Alfried Krupp und Berthold Beitz zufällig im Essener Atelier des Bildhauers Jean Sprenger, bei dem Beitz eine repräsentative Plastik für die Eingangshalle des von ihm in Auftrag gegebenen, neuen Gebäudes der Iduna-Germania-Versicherung in Hamburg bestellt hatte. Einige Wochen später, am 26. September 1952, kamen Alfried Krupp und Berthold Beitz im Hamburger Hotel Vier Jahreszeiten erneut zusammen und Krupp bot Beitz die Position eines Generalbevollmächtigten des Konzerns an. Beitz willigte ein und wurde im November 1953, nach der Rückübertragung des Unternehmens, zu Krupps engstem Vertrauten und übte das Amt als Generalbevollmächtigter bis 1967 aus.
Ab 1970 war Beitz Aufsichtsratsvorsitzender im Krupp-Konzern, seit 1989 Ehrenvorsitzender des Aufsichtsrates. Diesen Status hatte er seit 1999 auch in der ThyssenKrupp AG.

### Krupp-Stiftung
Kurz vor dem Tod Alfried Krupps 1967 gelang es Beitz, das Kruppsche Privatvermögen in eine Stiftung zu überführen. Beitz wurde Vorsitzender des Kuratoriums der gemeinnützigen Alfried Krupp von Bohlen und Halbach-Stiftung und damit Testamentsvollstrecker und Sachwalter des Kruppschen Vermögens. Er übte dieses Amt bis zu seinem Tod aus. Über die Höhe der jährlichen Vergütung für diese Tätigkeit gibt es keine Angaben.
Anfang März 2013 entzog Beitz seinem Stellvertreter und designierten Nachfolger (damals Konzern-Aufsichtsratschef) Gerhard Cromme das Vertrauen. Er – Beitz – wolle weitermachen, „solange ich das kann und noch klar im Kopf bin“. Die Frage, wer ihm einst folgen werde, wolle er dem Kuratorium der Stiftung überlassen.

### Gemeinnütziges und soziales Engagement

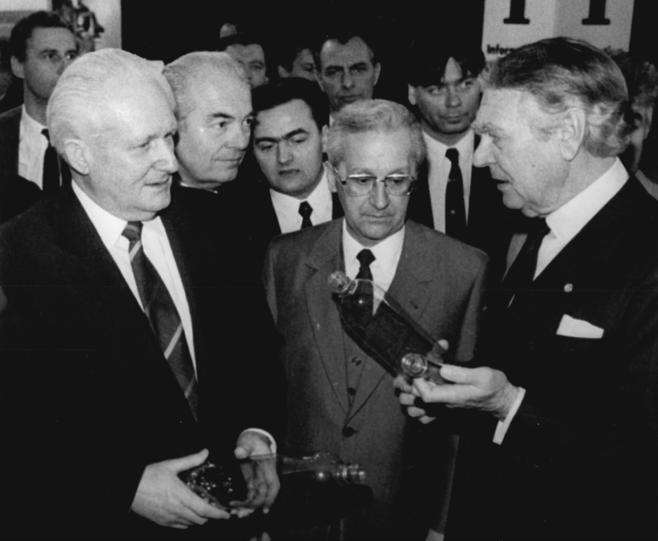
Günter Mittag (links) und Berthold Beitz (rechts) auf der Hannover Messe 1987

Beitz war ab 1972 bis zu seinem Tod Mitglied im Nationalen Olympischen Komitee Deutschlands und von 1972 bis 1988 auch Mitglied im Internationalen Olympischen Komitee (IOC) sowie zwischen dem 26. Juli 1984 und 1988 dessen Vizepräsident. Seit 1988 war er Ehrenmitglied des IOC.
Seit den 1970er Jahren war er für sein Engagement insbesondere im kulturellen und sportlichen Austausch mit der Sowjetunion bzw. Russland bekannt. Er gehörte daher seit Willy Brandt regelmäßig zum Beraterstab der Bundesregierungen für die Ost-Aussöhnung mit Polen und der Sowjetunion/Russland.
Der Ruhr-Universität Bochum übergab Beitz nach dem Tode Alfried Krupps den bedeutenden Bücherbestand der Bibliothek der Villa Hügel, die den Grundstock der Universitätsbibliothek bildete. Als Kuratoriumsvorsitzender der Stiftung förderte er außerdem zahlreiche Forschungsprojekte an der Bochumer Universität und der Deutschen Akademie der Naturforscher Leopoldina zu Halle/Saale.
Die Universität Greifswald sowie die Stadt Greifswald erfuhren seit Jahrzehnten Förderung durch den aus Pommern stammenden Beitz aus Mitteln der Alfried Krupp von Bohlen und Halbach-Stiftung. Für dieses Engagement für die Wissenschaft wurde Beitz mehrfach ausgezeichnet, unter anderen als Ehrensenator, Ehrendoktor und Namensgeber des zentralen Berthold-Beitz-Platzes am naturwissenschaftlichen Campus der Universität. Er setzte sich unter anderem auch für das Alfried Krupp Wissenschaftskolleg Greifswald ein. Unter seinen zahlreichen Ehrungen war ihm die Ernennung zum Stifter der Universität Greifswald, die als Dank für sein großes Engagement für Stadt und Universität geschah, am wichtigsten. Beitz war außerdem „Persönlich Förderndes Mitglied“ der Max-Planck-Gesellschaft.
Die Familie Krupp hatte 1953 dafür gesorgt, dass ihr früheres Wohnhaus, die Villa Hügel, mit der einzigartigen Architektur, ihren Kunstschätzen und der zugehörigen Parklandschaft für die Öffentlichkeit zugänglich gemacht wurde. Beitz setzte sich erfolgreich dafür ein, die Villa Hügel als überregional bedeutendes Kulturzentrum zu bewahren und mit neuem Leben zu füllen. Die Gründung der Kulturstiftung Ruhr, die ihren Sitz in der Villa Hügel hat, geht ebenfalls auf ihn zurück. Beitz war über Jahrzehnte der bedeutendste Förderer und Mäzen des Museums Folkwang, indem seine Stiftung als alleinige Förderin die Mittel für den Neubau des Museums Folkwang zur Verfügung stellte.

### Privatleben
Berthold Beitz war seit 1939 mit Else, geb. Hochheim, verheiratet. Sie hatten drei Töchter (Barbara, Susanne und Bettina) und sieben Enkel sowie zehn Urenkel. Beitz bezeichnete sich selbst als „Einzelgänger“. Er gehörte, abgesehen vom Kieler Yacht-Club, weder einem Verein noch einer Partei an. Beitz galt als ungeduldig und traf viele Entscheidungen aus dem Bauch heraus („Wenn ich in einen Raum komme, weiß ich zu 80 Prozent, wie die Verhandlungen laufen“). In die Politik ging er nie, da er dort seine Entscheidungen erst mit anderen langwierig hätte abstimmen müssen. „Von Haus aus ein nüchterner Pommer“, lebte Beitz jahrzehntelang in Essen. „Ich habe die Aufgabe, den letzten Willen von Alfried Krupp zu erfüllen, und das wird auch mein weiteres Leben bestimmen“, sagte Beitz nach dem Tode Krupps 1967. Auch nach über sechs Jahrzehnten im Ruhrgebiet konnte man die Sprachfärbung seiner pommerschen Heimat noch heraushören.
Beitz nutzte viele Jahre Privilegien der Stiftung auf Kosten der Firma Krupp (später ThyssenKrupp). Für die Jagden, den Kieler Yacht-Club und auch die Flüge mit dem Unternehmensjet wurden allerdings im Jahre 2013 neue Regeln vereinbart. So hatte Beitz wenige Monate vor seinem Tod einen stattlichen Betrag für die Nutzung des Firmenflugzeugs bezahlt.

## Würdigung
Seit den Anfängen der gemeinsamen Arbeit von Alfried Krupp und Berthold Beitz herrschte Uneinigkeit darüber, wem der außergewöhnliche Aufstieg des Konzerns in den Jahren ab 1955 zuzurechnen war.
Am 1. Juli 2010 wurde das langjährige Russland/Eurasien-Zentrum an der Deutschen Gesellschaft für Auswärtige Politik (DGAP) in Berthold-Beitz-Zentrum, Kompetenzzentrum für Russland, Ukraine, Belarus und Zentralasien umbenannt. Träger des Zentrums sind der Ost-Ausschuss der Deutschen Wirtschaft und die Deutsche Bank. Mit der Namensgebung würdigte die deutsche Wirtschaft Beitz’ Verdienste als Mit-Architekt der deutschen 
Ostpolitik in den 1960er-Jahren.
Nach Beitz sind der Berthold-Beitz-Boulevard in Essen, der Berthold-Beitz-Platz in Greifswald, das Berthold-Beitz-Ufer an der Kieler Förde und die Berthold-Beitz-Straße in seinem Heimatort Zemmin benannt. Auch ein Seenotrettungskreuzer der Deutschen Gesellschaft zur Rettung Schiffbrüchiger (DGzRS) trägt seit 2017 seinen Namen, da die Alfried Krupp von Bohlen und Halbach-Stiftung, dessen Kuratoriumsvorsitzender er war, den Bau maßgeblich finanziert hat. Das Arbeitsboot ist nach seiner Frau Else benannt.
Seine Beisetzung fand am 7. August 2013 im engsten Familienkreis auf dem Areal des städtischen Friedhofes Bredeney, die offizielle Trauerfeier am 26. September 2013 in der Villa Hügel in Essen statt. An diesem Tag hätte Berthold Beitz sein hundertstes Lebensjahr vollendet. Bundespräsident Joachim Gauck würdigte sein Lebenswerk, musikalisch begleitet von Daniel Barenboim und Mitgliedern seines West-Eastern Divan Orchestras. In der Zentrale von ThyssenKrupp wurde die Trauerfeier auf einer Großbildleinwand übertragen. Die weltweit rund 150.000 Mitarbeiter hatten die Möglichkeit, die Gedenkstunde im Internet zu verfolgen.

## Kritik
Auch wenn öffentlich geäußerte Kritik aus Respekt vor der Lebensleistung von Berthold Beitz selten war, gab es sie.
Die guten Kontakte von Beitz in die Staaten des Warschauer Paktes zur Zeit des Kalten Krieges wurden von Teilen der politischen Führung der Bundesrepublik Deutschland mit Argwohn betrachtet. Beispielhaft ist eine Äußerung von Konrad Adenauer aus dem Jahr 1958, in der dieser Zweifel an der „nationalen Zuverlässigkeit“ von Beitz zum Ausdruck brachte.
1988 wurde von Seiten der Familie von Bohlen und Halbach bzw. deren Nachfahren behauptet, dass sie von Beitz aus der kurz zuvor gegründeten und dann das Unternehmen beherrschenden Alfried Krupp von Bohlen und Halbach-Stiftung herausgehalten wurden. Ob dieses auf Wunsch von Alfried Krupp geschah, wie von Beitz behauptet, ist nicht belegbar. Die Familie von Bohlen und Halbach versuchte Ansprüche auf Beteiligung am Kuratorium der Stiftung in mehreren Instanzen gerichtlich durchzusetzen. Diese wurden am 7. Dezember 2000 vom Bundesgerichtshof abgewiesen.
2013 schrieb Friedrich von Bohlen und Halbach, Neffe von Alfried Krupp von Bohlen und Halbach, Beitz eine Mitverantwortung für Fehlentwicklungen und finanzielle Verluste der jüngeren Zeit zu. 2023 quantifizierte er in einem Salon Funke Podcast die wirtschaftlichen Probleme der Firma Krupp, später ThyssenKrupp AG, unter der Alfried Krupp von Bohlen und Halbach Stiftung, erläuterte die möglichen Gründe sowie bewertete die Rolle von Beitz dabei kritisch.
2022 beauftragte die Alfried Krupp von Bohlen und Halbach-Stiftung den Historiker Eckart Conze mit der wissenschaftlichen Aufarbeitung der Rolle von Alfried Krupp in der NS-Zeit. Als Ergebnis wurde im Juli 2023 eine Studie veröffentlicht, in der auch festgehalten wird, dass Beitz „bestrebt gewesen sei, ein möglichst unkritisches Bild von Alfried Krupp in der Öffentlichkeit zu verankern“.

## Auszeichnungen
- 1971: Bundesverdienstkreuz für sein Engagement in den Handels- und Wirtschaftsbeziehungen mit den Ostblockländern
- 1973: Großes Verdienstkreuz mit Stern[12] des Verdienstordens der Bundesrepublik Deutschland
- 1973: Ehrentitel „Gerechter unter den Völkern“ in der israelischen Gedenkstätte Yad Vashem für die Hilfe, die er verfolgten Juden in der Nazi-Zeit zukommen ließ
- 1974: Kommandeur mit Stern der Volksrepublik Polen
- 1979: Großes Verdienstkreuz mit Stern und Schulterband des Verdienstordens der Bundesrepublik Deutschland
- 1983: Ehrendoktorwürde der Ernst-Moritz-Arndt-Universität Greifswald
- 1983: Ehrenring der Stadt Essen[32]
- 1986: Verdienstorden des Landes Nordrhein-Westfalen[33]
- 1987: Großkreuz des Verdienstordens der Bundesrepublik Deutschland
- 1990: Großes Goldenes Ehrenzeichen mit dem Stern für Verdienste um die Republik Österreich[34]
- 1991: Ehrensenator der Ernst-Moritz-Arndt-Universität Greifswald
- 1993: Ehrendoktorwürde der Jagiellonen-Universität in Krakau[35]
- 1995: Ernennung zum Ehrenbürger der Universitäts- und Hansestadt Greifswald
- 1996: Ehrendoktorwürde des Weizmann Institute of Science[36]
- 1997: Josef-Neuberger-Medaille, zusammen mit seiner Ehefrau Else Beitz[37]
- 1999: Ehrendoktorwürde der Ruhr-Universität Bochum aufgrund seines „Wirkens für Wissenschaft und Bildung im Ruhrgebiet“[38]
- 1999: Leo-Baeck-Preis des Zentralrats der Juden in Deutschland, zusammen mit seiner Ehefrau Else Beitz[37]
- 2000: Leibniz-Medaille der Berlin-Brandenburgischen Akademie der Wissenschaften
- 2001: „Order of Cultural Merit“ der Republik Korea
- 2002: Preis für Verständigung und Toleranz des Jüdischen Museums Berlin
- 2003: Ernennung zum Ehrenbürger der Stadt Kiel
- 2005: Ernennung zum Ehrenbürger der Universität Bochum im Rahmen des Festaktes zum 40. Geburtstag der Ruhr-Universität Bochum[39]
- 2005: Ernennung zum Ehrensenator der Deutschen Akademie der Naturforscher Leopoldina (seit 2008 Nationale Akademie der Wissenschaften)
- 2007: Ernennung zum Ehrenbürger der Stadt Essen (einzige Verleihung seit 1949).[32]
- 2007: Benennung der neuen Straße durch das ehemalige Krupp-Werksgelände an der neuen ThyssenKrupp-Hauptverwaltung als Berthold-Beitz-Boulevard.[40]
- 2008: Aufnahme in die Hall of Fame des deutschen Sports
- 2008: Benennung eines Lehrstuhls für Menschenrechte an der Harvard-Universität.[41]
- 2008: Am naturwissenschaftlichen Campus der Universität Greifswald ist der Berthold-Beitz-Platz nach dem Vorsitzenden der Alfried-Krupp-von-Bohlen-und-Halbach-Stiftung benannt, welche Universität und Stadt seit Jahren fördert.
- 2010: Moses-Mendelsohn-Medaille für die Rettung verfolgter Juden[42]
- 2010: Ehrensenator der Hochschule für Jüdische Studien Heidelberg[43]
- 2011: Staatspreis des Landes Nordrhein-Westfalen zusammen mit seiner Ehefrau Else Beitz[37][44]
- 2012: Lew-Kopelew-Preis[45]
- 2012: Kaiser-Leopold-I.-Medaille der Deutschen Akademie der Naturforscher Leopoldina[46]
- 2012: Verdienstorden des Landes Mecklenburg-Vorpommern
- 2012: Ehrenbürgerwürde der Universität Duisburg-Essen[47]
- 2012: Ehrenbürger der Gemeinde Gerlos in Tirol[48]
- 2013: Ehrenplakette des Mies-van-der-Rohe-Hauses Aachen
- 2017: Taufe des Seenotkreuzers SK 38 auf den Namen Berthold Beitz[49]

## Filme
- Berthold Beitz – Der Herr der drei Ringe. Dokumentation, Deutschland, 2003/2008, 45 Min., Buch und Regie: Reinhold Böhm, Cathrin Leopold, Produktion: WDR, Ausstrahlung: 22. September 2008, Inhaltsangabe (Memento vom 28. September 2013 im Internet Archive) vom WDR.
- Berthold Beitz – Tod eines Patriarchen – Exclusiv im Ersten – ARD-Dokumentation von 2013.
- Der Krupp-Komplex. Teil 1: Die Wucht der Tradition. Teil 2: Der Stahlkrimi an der Ruhr. Ein Film von Reinhold Böhm. Mit Musik von Simon Stockhausen. WDR 2003.
- Berthold Beitz – Ein Leben zwischen Pflicht und Freiheit. Dokumentation des WDR, 45 Min., 2019, von Reinhold Böhm.[51]
- Das Geheimnis der Freiheit. Deutschland, 2020. Drehbuch: Sebastian Orlac, Regie: Dror Zahavi. ARD, 90 Min.[52][53][54]